# Posdata

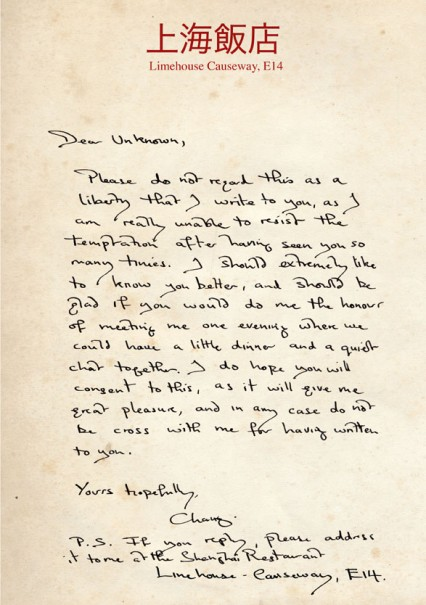
Carta con posdata

La posdata o postdata (de la expresión latina post data, que significa «información posterior» o «tras la data»), abreviado P. D., es la anotación que se añade al final de una carta, después de haberla terminado y firmado, como alternativa para añadir información que no se recordaba o conocía mientras se estaba escribiendo. Su significado hace referencia a aquello que se pone después de la data, la indicación del lugar y tiempo que se escribía siempre al final de las cartas. Siendo en la actualidad costumbre de fechar las cartas en el encabezado, y sin hablar de incorrección, podría ser preferible la locución latina post scriptum (P. S.) para ese fin, al menos en ese contexto.

## Historia
Tradicionalmente, este tipo de mensaje ha estado ligado al correo escrito con tinta (a mano o con máquina de escribir), en el cual se hacía difícil o imposible la modificación del texto. En la actualidad, en la era de los escritos digitales (como el correo electrónico), la posdata se ha hecho innecesaria, puesto que las nuevas tecnologías permiten realizar cualquier modificación al cuerpo de la carta antes de ser enviada; sin embargo, aún se justifica su uso cuando el autor desea incluir alguna información no relacionada directamente con el asunto principal del mensaje. Es intercambiable con post scriptum (P. S.), literalmente: «después de lo escrito».